# Omphalotropis cookei
Omphalotropis cookei là một loài ốc nhỏ sống ở đầm ngập mặn có nắp, là động vật thân mềm chân bụng sống trên cạn, trong họ Assimineidae. Loài này có ở Guam và quần đảo Bắc Mariana.